# Asterix e il Grifone
Asterix e il Grifone (in francese Astérix et le Griffon) è il 39° albo della serie Asterix, pubblicato in tutto il mondo il 21 ottobre 2021 (in Italia è uscito il 28). È il quinto della serie a essere scritto da Jean-Yves Ferri e disegnato da Didier Conrad, e anche il primo a essere pubblicato dopo la morte di Albert Uderzo, co-creatore della serie, a distanza di oltre un anno, nonche ultimo scritto da Jean-Yves Ferri. Dal successivo, verrà sostituito da Fabcaro.

## Trama
A Roma, il geografo Terrincognitus dona a Giulio Cesare un vaso che raffigura un grifone, una bestia metà aquila e metà leone con le orecchie da cavallo e che si troverebbe nella Sarmatia, dentro le terre orientali di Barbaricum (così viene chiamato il mondo a est di Roma); intrigato dalle voci dell'esistenza della creatura, che intende esporre al circo di Roma per rendersi ancora più popolare, Cesare manda il geografo a capo della spedizione, accompagnato dal centurione Nelsuobrodus con i suoi due esploratori sciti, dal celebre venator Ermejus e dall'amazzone sarmata Kalachnikovna, che i Romani hanno già preso prigioniera.
Mesi dopo, Asterix, Obelix, Idefix e Panoramix (in preda a un grande raffreddore) raggiungono le terre innevate della Sarmatia per visitare un amico del druido, lo sciamano Kikucina, che aveva già avvertito l'amico tramite un sogno del suo tamburo che i Romani intendono catturare il grifone sacro ai Sarmati; e infatti, il corpo di spedizione dei Romani giunge anch'esso in terra sarmata, montando un accampamento. Mentre Idefix sparisce nella compagnia dei lupi sarmati, con grande stizza e dispiacere del suo padrone Obelix, quest'ultimo e Asterix riescono a farsi guidare dalle amazzoni sarmate guidate da Uonderuovna, moglie di Kikucina (tra i Sarmati vige infatti un matriarcato dove le donne combattono e gli uomini restano a casa). Il gruppo giunge nei pressi dell'accampamento romano, e i due Galli, pur senza pozione magica data che la fiala di Asterix è rimasta congelata, riescono a parlamentare con il centurione Nelsuobrodus per tentare di liberare Kalachnikovna, ma Obelix si lascia sfuggire il fatto che soltanto lo sciamano sa dove si trova il grifone, così, come ultimatum, il centurione propone la libertà dell'amazzone in cambio del sacerdote.
Dopo che i galli soggiornano dall'alberghiere Amukina, il giorno dopo i due galli scoprono da questi che Kikucina è partito dal villaggio per consegnarsi ai romani, i quali accettano la compagnia dello sciamano e lo costringono a guidarli. La spedizione raggiunge presto un paese sconosciuto esplorato da Styratos da Collagene, un paese buio dove il giorno dura un solo istante. Pur ostacolati dai galli che li pedinano insieme alle amazzoni, i Romani riescono infine a raggiungere quello che ritengono sia il confine del mondo, un muro di ghiaccio, l'ultima indicazione lasciata da Styratos: i protagonisti approfittano della nebbia che precede il luogo per sbaragliare i romani, ma scoprono che essi si sono divisi e che quelli che hanno lo sciamano si trovano davanti al muro di ghiaccio. I legionari di Nelsuobrodus intagliano degli scalini nel muro a colpi di pilum, e alla fine si ritrovano davanti a un lago ghiacciato; quando lo sciamano, il centurione, il venator e il geologo vi camminano sopra, lo sciamano fa notare agli altri che immerso nel lago vi si trova un animale diverso dal grifone (trattasi di una specie di stiracosauro). Furibondo, il centurione calpesta i piedi sul lago ghiacciato, e nella spaccatura che ne segue Terrincognitus lascia accidentalmente cadere il vaso che va in pezzi e tutti vedono che in realtà conteneva numerose pepite d'oro; il geologo ammette dunque che, stufo delle spedizioni che portavano soltanto malora e acciacchi, le aveva raccolte quando lui e la spedizione hanno superato la cascata. Asterix e Obelix vanno subito a salvare lo sciamano, ma a farlo sono invece Idefix e i lupi sarmati suoi compagni: i lupi mettono in fuga i tre romani e i due sciti (e nella fuga il geologo perde tutte le sue pepite), mentre Idefix porta in salvo lo sciamano grazie alla corda che i due sciti usavano per legarlo.
Kikucina spiega ai protagonisti che l'animale sotto il lago era già stato scoperto dal viaggiatore greco Styratos, che lo aveva chiamato appunto "grifone" a causa del suo aspetto spaventoso; desideroso di condividere la sua conoscenza con tutti, egli ammise però molte informazioni che potevano mettere in pericolo il popolo sarmato, motivo per cui gli sciamani decisero di sfruttare la paura del grifone per scoraggiare gli intrusi. I protagonisti vengono poi a sapere che Kalachnikovna si è dileguata, seguita dai legionari del veterano Impiastrus, quindi tornano al villaggio dei Sarmati, dove Panoramix, guarito dal suo raffreddore grazie a una minestra, si ricongiunge con Kikucina. Poco dopo, i galli tornano a casa, dove li attende il loro solito tradizionale banchetto, mentre Cesare, saputo che del corpo di spedizione non si hanno più notizie, si arrangia con l'esibire la sua giraffa al circo.

## Personaggi
- Terrincognitus: è un geografo al servizio di Cesare, e porta sempre con sé un grande vaso greco raffigurante un grifone. Intrigato dal disegno della creatura, Cesare lo pone a capo della spedizione assieme a Nelsuobrodus, Ermejus e la prigioniera sarmata Kalachnikovna. Entra in enorme attrito con Ermejus, che lo accusa del fallimento nella ricerca del ciclope a causa della sua incompetenza. È inoltre molto istruito, tanto da sapere che la Terra è tonda e non piatta come molti credono nel mondo di Asterix.
- Kikucina: è lo sciamano dei Sarmati orientali; è un grande amico di Panoramix e possiede un lupo domestico chiamato Uolverine. Inoltre, usa un tamburo con il quale so destreggia per comunicare con gli spiriti. Nel suo villaggio, essendo uno dei Sarmati, vige il matriarcato, nel quale le donne sono guerriere nomadi mentre gli uomini vivono in pace nel villaggio.
- Nelsuobrodus: è il centurione a capo della spedizione, seguito tra gli altri da due esploratori sciti specializzati che si esprimono a descrizioni dettagliate della situazione.
- Ermejus: è un venator romano, e si vanta continuamente di essere un grande eroe, nonostante più di una volta dimostri la sua codardia quando si trova in una situazione di svantaggio. Entra molto spesso in conflitto con Terrincognitus, che lo accusa di incapacità nella caccia al ciclope rivelatasi un fiasco.
- Uonderuovna: è la moglie di Kikucina.
- Kalachnikovna: nipote di Kikucina, è l'amazzone sarmata presa prigioniera all'inizio dell'albo. È una testa dura, come dimostra quando ha seguito un guerriero bastarno, che l'ha poi tradita e ceduta ai romani.
- Krakatovna: è una delle guerriere sarmate, di grande stazza e capelli rossi, e prenderà in estrema simpatia Obelix, ricambiata.
- Formalina: il decano dei Sarmati.
- Serpentina: il distillatore dei Sarmati.
- Kaseina: il formaggiaio dei Sarmati.
- Kokkoina: il falegname dei Sarmati.
- Ovomaltina: il portatore di tronchi dei Sarmati. È estremamente simile a Obelix, e possiede un aiutante estremamente simile ad Asterix.
- Amukina: un sarmato che gestisce una capanna dove i tre galli alloggiano la notte.
- Gajardus: un legionario veterano, capo di un gruppo di legionari minori invaghiti di Kalachnikovna.
- Fakenius: uno dei tanti legionari romani, distinguibile dagli altri dalla pelle verde. Ritiene che il grifone porti iella a causa delle sventure che colpiscono i romani; i suoi colleghi, che gli danno retta, organizzano un rituale per ottenere la protezione di Diana.
- Impiastrus: è un altro legionario veterano, ed è uno dei tanti invaghitosi di Kalachnikovna.

## Accoglienza
L'albo è stato tradotto in almeno 20 lingue, vendendo 5 milioni di copie nelle prime settimane.

## In altre lingue
- asturiano: Astérix y el grifu - Salvat Editores S.A,  Spagna, ottobre 2021
- basco: Asterix eta grifoa - Salvat Editores S.A,  Spagna, ottobre 2021
- catalano: Astèrix i el griu - Salvat Editores S.A,  Spagna, ottobre 2021
- galego: Astérix e o grifón - Edicións Xerais de Galicia (Edicións Xerais),  Spagna, ottobre 2021
- finlandese: Asterix ja aarnikotka - Egmont Kustanus Oy,  Finlandia, ottobre 2021
- francese: Astérix et le Griffon - Hachette,  Francia, ottobre 2021
- inglese: Asterix and the Griffin - Orion,  Regno Unito, 2021
- mirandese: Asterix il alcaforron - Edições ASA, Lisbona,  Portogallo, ottobre 2021
- norvegese: Asterix og griffen - Egmont Serieforlaget AS, Oslo,  Norvegia, ottobre 2021
- olandese: Asterix en de Griffioen - Éditions Albert René (Hachette Livre),  Paesi Bassi, 2021
- polacco: Asterix i gryf - Egmont Poland Ltd., Varsavia,  Polonia, ottobre 2021
- portoghese: Astérix e o grifo - Edições ASA, Lisbona,  Portogallo, 2021
- tedesco: Asterix un der Greif - Egmont Ehapa Verlag,  Germania, 2021
- spagnolo: Astérix tras las huellas del grifo - Salvat Editores S.A,  Spagna, ottobre 2021
- svedese: Asterix och grifen - Egmont Kärnan AB, Malmö,  Svezia, ottobre 2021

## Curiosità
- Riappaiono i pirati, che però stavolta compaiono in una sola tavola mentre festeggiano il fatto di avere evitato i Galli.